# هیسی ویارئال
هیسی ویارئال (به انگلیسی: Heysi Villarreal) (زادهٔ ۲۶ اوت ۱۹۸۶) شناگر اهل کوبا است.